# 폴란드 U-20 축구 국가대표팀
폴란드 U-20 축구 국가대표팀(폴란드어: Reprezentacja Polski U-20 w piłce nożnej)은 폴란드를 대표하는 20세 이하의 축구 국가대표팀으로, 폴란드의 축구 관리 기관인 폴란드 축구 협회의 관리를 받는다. FIFA U-20 월드컵에 5번 참가해 1983년에는 3위를 기록했다.

## 역대 감독
| 감독                | 임기        |
| ------------------- | ----------- |
| 브와디스와프 주무다 | 2002 ~ 2003 |
| 브와디스와프 주무다 | 2012        |